# Мікрюковка
Мікрюко́вка (рос. Микрюковка, башк. Микрюковка) — присілок у складі Стерлітамацького району Башкортостану, Росія. Входить до складу Підлісненської сільської ради.
Населення — 4 особи (2010; 9 в 2002).
Національний склад:
- росіяни — 100%